# امید صمدوف
امید صمدوف (ترکی آذربایجانی: Ümid Səmədov؛ زادهٔ ۷ اکتبر ۲۰۰۳) بازیکن فوتبال است.